# 오카야역
오카야역(일본어: 岡谷駅, おかやえき)은 일본 나가노현 오카야시에 있는 동일본 여객철도 및 일본화물철도 주오 본선의 역이다.
주오 본선을 운행하는 특급열차가 일부 정차를 한다.
본선과 지선(구선)이 분기하는 역이기도 하다.

## 타는 곳
| 0    | ■주오 본선（구선） | （하행선） | 다쓰노・ ■이다선 직결 이나 시・고마가네・이다・덴류쿄・도요하시 방면 |
| 1    | ■주오 본선         | （상행선） | 가미스와・고부치자와・고후・하치오지・신주쿠 방면                    |
| 2・3 | ■주오 본선（구선） | （하행선） | 다쓰노・ ■이다선 직결 이나 시・고마가네・이다・덴류쿄・도요하시 방면 |
| 2・3 | ■주오 본선         | （하행선） | 시오지리・마쓰모토 방면                                              |
| 2・3 | ■주오 본선         | （상행선） | 가미스와・고부치자와・고후 방면（일부）                              |

## 인접역
| 동일본 여객철도 주오 본선                         | 동일본 여객철도 주오 본선 | 동일본 여객철도 주오 본선 |
| ------------------------------------------------- | ------------------------- | ------------------------- |
| 시모스와 다치카와 방면                            | ■ 주오 본선 보통          | 미도리 호 마쓰모토 방면   |
| 동일본 여객철도 주오 본선 · 주오 본선 다쓰노 지선 |                           |                           |
| 시·종착역                                         | ■ 주오 구선 보통          | 가와기시 마쓰모토 방면    |
| 가와기시 도요하시 방면                            | ■ 이다선 직결 열차        | 시모스와 지노 방면        |